# Висока Браневська
Висока Браневська (пол. Wysoka Braniewska, нім. Hogendorf) — село в Польщі, у гміні Плоскіня Браневського повіту Вармінсько-Мазурського воєводства.
Населення — 189 осіб (2011).
У 1975-1998 роках село належало до Ельблонзького воєводства.

## Демографія
Демографічна структура станом на 31 березня 2011 року:
|          | Загалом | Допрацездатний вік | Працездатний вік | Постпрацездатний вік |
| -------- | ------- | ------------------ | ---------------- | -------------------- |
| Чоловіки | 94      | 18                 | 67               | 9                    |
| Жінки    | 95      | 22                 | 56               | 17                   |
| Разом    | 189     | 40                 | 123              | 26                   |